# Penstemon sepalulus
Penstemon sepalulus är en grobladsväxtart som beskrevs av A. Nels.. Penstemon sepalulus ingår i släktet penstemoner, och familjen grobladsväxter. Inga underarter finns listade i Catalogue of Life.